# Grigore Antipa
Grigore Antipa, romunski biolog in akademik, * 27. november 1867, Botoșani, † 9. marec 1944, Bukarešta.